# Voznessensk
Voznessensk (en ukrainien : Вознесенськ ; en russe : Вознесенск) est une ville de l'oblast de Mykolaïv, en Ukraine, et le centre administratif du raïon de Voznessensk. Sa population s'élevait à 34 050 habitants en 2021.

## Géographie

### Situation
Voznessensk est située sur la rive gauche du Boug méridional, à 86 km au nord-ouest de Mykolaïv et à 326 km au sud de Kiev.

### Transports
Voznessensk se trouve à 165 km de Mykolaïv par le chemin de fer et à 91 km par la route, la base aérienne de Voznessensk au sud-ouest de la ville.

## Histoire

### Origine
La ville est fondée par Catherine II en 1790 à l'emplacement d'un village cosaque. L'expansion de la localité est réalisée par le prince Potemkine. Toutefois, le projet est abandonné peu de temps après la mort de Catherine en 1796. Malgré la brièveté de sa période de développement, Voznesensk réussit à attirer de nombreux nouveaux habitants et à renforcer sa position comme l'un des pôles des échanges dans le sud de l'Ukraine.

### XXIesiècle

#### Invasion russe de l'Ukraine en 2022
Au cours de l'Invasion de l'Ukraine par la Russie en 2022, Voznesensk est le lieu d'une bataille pour son contrôle qui s’est déroulée les 2 et 3 mars. Cette ville occupe une position stratégique tant pour les forces russes qu’ukrainiennes : il s'agit d'une voie d’accès par le sud à la centrale nucléaire de Konstantinovka et d'une porte d’entrée par le nord du grand port d’Odessa,. 
Environ 400 soldats russes utilisant une quarantaine de véhicules composés de chars, de blindés lance-roquettes et d'hélicoptères se confrontent à un nombre indéterminé de militaires ukrainiens accompagnés de volontaires de la défense territoriale armés de lance-roquettes, de missiles Javelin et d’artillerie. 
Bien que les Ukrainiens soient militairement défavorisés, les combats tournent à leur avantage. La défaite de l'armée russe est considérée comme « l’une des déroutes les plus complètes » depuis le début de l’offensive, le 24 février. Elle assure aux Ukrainiens la protection du sud-ouest de l'Ukraine, notamment de la ville d'Odessa.
Selon le camp ukrainien, une centaine de morts et l’abandon de nombreux matériels est à déplorer du côté russe. Les Ukrainiens n’ont pas dévoilé le bilan leurs pertes, mais des témoins ont rapporté des morts, notamment au sein de la défense territoriale. Le camp russe n'a pas communiqué sur cette bataille.

## Population
Recensements ou estimations de la population :
| 1897*  | 1923*  | 1926*  | 1939*  | 1959*  | 1970*  | 1979*  |
| ------ | ------ | ------ | ------ | ------ | ------ | ------ |
| 15 748 | 17 093 | 20 813 | 23 498 | 31 043 | 36 457 | 40 721 |

| 1989*  | 2001*  | 2011   | 2012   | 2013   | 2014   | 2015   |
| ------ | ------ | ------ | ------ | ------ | ------ | ------ |
| 43 881 | 42 634 | 37 049 | 36 841 | 36 613 | 36 192 | 35 843 |

| 2016   | 2017   | 2018   | 2019   | 2020   | 2021   | - |
| ------ | ------ | ------ | ------ | ------ | ------ | - |
| 35 450 | 35 243 | 35 065 | 34 757 | 34 404 | 34 050 | - |

## Économie
L'économie de Voznessensk comprend essentiellement des industries légères : cuir, machines à coudre, meubles, chaussures et produits alimentaires (viande, saucisses, fromage et produits laitiers, conserves de légumes et de fruits).

## Personnalités
- Olga Surkova, joueuse, entraîneuse et arbitre de rugby à sept.